# フランス第一帝政

フランス帝国
Empire Français (フランス語)

国歌: Chant du Départ（フランス語）
門出の歌

フランス帝国の最大版図（1812年）
濃緑：直接統治下に置かれた地域
薄緑：従属国及び衛星国

| 先代 | 次代                                                                                              |
| --- | ------------------------------------------------------------------------------------------------- |
| フランス第一共和政 神聖ローマ帝国 ホラント王国 教皇領 リーグレ共和国 エトルリア王国 ラグーザ共和国 パルマ公国 ロダン共和国 | フランス復古王政 オーストリア帝国 ネーデルラント連合王国 教皇領 サルデーニャ王国 トスカーナ大公国 |
フランス第一帝政（フランスだいいちていせい）は、1804年から1814年および1815年まで存続した、皇帝ナポレオン1世が支配する強力な軍事力を後ろ盾とした軍事独裁政権である。大陸軍（グランダルメ）と命名された巨大な陸軍組織が国家の柱石だった。

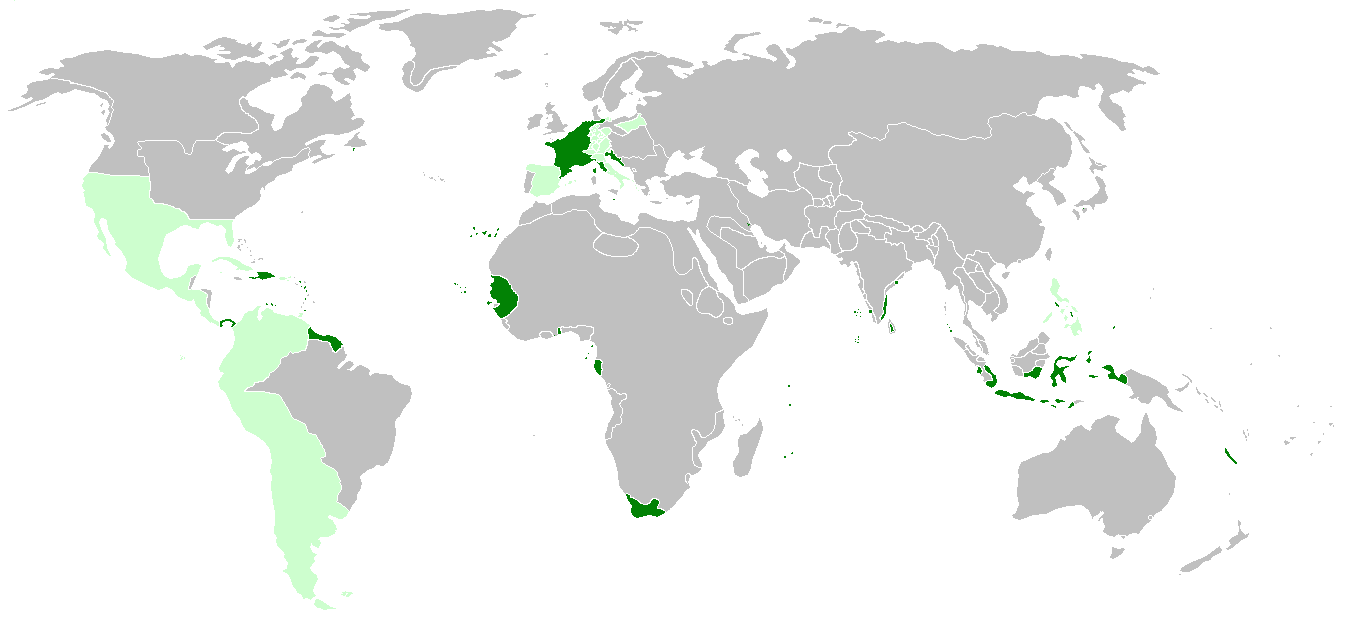
フランス帝国とその植民地と衛星国

## 成立
『1804年5月18日元老院決議』によって、第一統領ナポレオン・ボナパルトは皇帝に即位し、「フランス共和国第一帝政」が生じていた。国民投票が11月におこなわれ、その国民投票の過半数の賛成の結果、ナポレオン・ボナパルトがフランス共和国の皇帝に即位したことが追認された。12月には皇帝ナポレオン1世の戴冠式がノートルダム大聖堂で執り行われた（フランス皇帝）。
ナポレオン政権は統領政府時代から一貫して、ナポレオンの天才的な軍事的才能を後ろ盾とした軍事独裁政権であり、ナポレオン・ボナパルトの存在と、彼が戦争に勝ち続ける事が、政権存続の絶対条件であった。イギリス、オーストリア、プロイセン、ロシア等のヨーロッパ列強から見ればフランス帝国の成立は、ナポレオンの絶対化と権力強化以外の何物でもなく、革命が自国へ及ぶ恐怖に加えて、軍事面での脅威も加わることになった。列強各国は早速対仏大同盟を結成して、帝国への対抗を始めた。一方でフランス国内においては、皇帝の誕生によるフランス帝国の出現は、フランス革命によって国王ルイ16世を処刑し共和制を打ち建てた過程から完全に逆行しており、国内の親ジャコバン派の反発を招いた。

## ナポレオンの絶頂
1805年、ナポレオンはウルム戦役にて、イギリスをにらんでブローニュに集結していたフランス陸軍を対墺露戦に投入すべくライン川方面へ進軍させ、ウルムのオーストリア軍を降伏させた。その後フランス軍はすぐさまウィーンを陥落させると、更にアウステルリッツへ進軍し、オーストリア・ロシア連合軍と衝突した。これがアウステルリッツの戦い（三帝会戦）である。結果、神聖ローマ皇帝のフランツ2世はナポレオンに降伏した。更に翌年、ナポレオンは神聖ローマ帝国を解体し、西南ドイツ諸邦の連合体で、親仏、親ナポレオンのライン同盟を成立させた。「ドイツ皇帝」たる要件を喪失したフランツ2世は、神聖ローマ皇帝の位から退いて「オーストリア皇帝」フランツ1世となった。
プロイセンの国王フリードリヒ・ヴィルヘルム3世は、フランスの覇権が中部ドイツへ及ぶに至って、ついにフランスへ宣戦した。ロシア皇帝のアレクサンドル1世もこれを支持し、1806年にはフランスはこの局面で第2ラウンドになる対プロイセン・ロシア戦に突入した。ベルリンを大きく包囲する形でプロイセン軍と対峙したフランス軍は、イエナ・アウエルシュタットの戦いでプロイセン軍を撃破し、ベルリンに入城した。更にフランス軍はポーランド・東プロイセンに侵入した。ポーランド分割により祖国を喪失していたワルシャワに準備政権を建てさせた上で、1807年、アイラウの戦い、フリートラントの戦いで、ロシア軍を撃破し、ついにアレクサンドル1世を屈服させた。ナポレオンはアレクサンドルとティルジット条約を調印し、既にフランス軍の勢力下にあったポーランドをワルシャワ公国として分立、フランスの保護国とし、更にプロイセン、オーストリア領を大幅に削って、これらの国の勢力を削ぐことに成功した。

## ナポレオンへの抵抗と解放戦争
オーストリア、プロイセン、ロシアを屈服させたフランスは絶頂期にあったが、大陸の外ではいまだイギリスが反仏反ナポレオンの立場を固持し続けており、これに対抗すべくナポレオンはロシア遠征中にイギリスの経済的孤立を狙って大陸封鎖令を発動させた。これは当時既に産業革命が勃興し、資本主義経済の世界的中心地となりつつあったイギリスを大陸から切り離したことを意味しており、イギリスを経済的に孤立に追い込むどころか、逆にイギリスという交易相手を喪失した大陸各国の方が経済的に疲弊するという結果になった。
一方で、東への征服を成功させたナポレオンの目は、続いて西側のイベリア半島へと向けられた。当時スペイン王室で起こっていた宮廷内の対立を利用して、1808年フランス軍はスペイン、そしてポルトガルへ侵攻。スペイン王、ポルトガル王は国外へ逃亡し、フランスは両王国を支配したかのように見えたが、民族主義に燃えるスペイン人が反フランスのゲリラ戦を開始した。イギリスもゲリラに加担し、以降フランスはイベリア半島に大軍を常駐しなければならなくなる必要性に迫られた。
こうしてイベリア半島の情勢が不安定になっていくに従って、一度は完膚なきまでに制圧したはずの東側でも動揺が起き始めた。その最初が1809年のオーストリアの反攻である。この反抗は、オーストリアの周辺諸国と連絡不足により、オーストリア軍だけが孤立してフランス軍と当たることになったため、ヴァグラムの戦いでフランス軍はオーストリア軍を撃破し、瞬く間にウィーンを占領した。このオーストリアの態度に対して怒りを覚えた皇帝ナポレオンは、オーストリア皇帝フランツに、フランスに対して二度と背かないことを保障させるために、娘マリー・ルイーズを実質的な人質として、ナポレオンと結婚させることを強引に迫った。
当時、フランス帝国の内政における目下の問題点は、ナポレオンと皇后ジョゼフィーヌとの間に継嗣が存在しないことであり、世襲という連続性で政権の存続と強化を狙う、帝国とナポレオンにとって最も重要な問題であった。また確固たる継嗣の確保は、反革命の防止（具体的にはブルボン朝の復活阻止）のためナポレオンの皇帝即位を支持した国民に対する責務でもあった。ナポレオンはオーストリア占領直後にジョゼフィーヌを離縁し、ロシア皇帝アレクサンドル1世、及びオーストリア皇帝フランツ1世に対して、フランス皇帝との縁談を打診していたが、これにいち早く動いたのはフランスに大敗したばかりのオーストリアであった。1810年ナポレオンとマリー・ルイーズの結婚式が行われ、翌1811年には次期帝位継承者となりフランス帝国の連続を保障する存在と期待されたナポレオン2世が誕生した。
しかし、ナポレオン政権のそれ以上の存続を危惧したロシアは早々にフランスに対しての抗戦を再開し、1812年にはフランス陸軍の元元帥ジャン＝バティスト・ベルナドットを摂政王太子とするスウェーデンと連絡して、対フランス戦の準備を進めた。両国は1813年、ティルジット条約を破棄し、交戦状態となった。この時、ロシア軍は侵攻するフランス軍に対して、防戦の一方であった。ボロジノの戦いの激戦も虚しく、遂にこの年の初秋にはモスクワへのフランス軍の入城を許してしまうことになった（ボロジノの戦いの両国における勝敗は実質的にはついていない。ロシア遠征そのものが、ロシアの焦土作戦による撃退戦略であった）。

## 終焉
当初ナポレオンは、フランス軍がモスクワを占領することで、皇帝アレクサンドルはすぐさま降伏するだろうと予想していた。しかしこのナポレオンの安易な予想を裏切ったのは、またしてもフランス革命の輸出品であった民族主義の勃興だった。祖国を蹂躙されたことに怒れるロシア人は、ロシアはフランスに対しての抵抗を続けるべきであると主張した。また反ナポレオンのシンボルとなっていた皇帝アレクサンドルに対しての支持を強めていた。この支持を背景にロシア軍はフランス軍への対峙を強めていき、またフランス軍周辺の農民は対仏ゲリラ戦を開始していた。一方、思惑が外れたフランス軍は、明確な次の軍事目標が持てないまま、いたずらにモスクワ滞在が伸びてしまい、撤退のタイミングを完全に逸してしまうことになった。遂に10月にフランス軍はモスクワ撤退を開始するが、遅きに失しており、フランス軍兵士の中にはロシア軍や農民ゲリラに襲われる者の他に、飢えと寒さで死亡する者が続出した。12月にナポレオンはパリで起こったクーデター未遂により、軍を放置したままパリに帰還してしまうが、この時、すでにロシア遠征開始時に70万とも言われたフランス軍は完全に壊滅していた。
こうして、ナポレオンのロシア侵略はロシア軍の完全な勝利に終わったが、これに勢いを盛り返したアレクサンドルは敗走するフランス軍を追撃すべく西へと軍を進めた。これにはプロイセンが続き、オーストリアは皇后マリー・ルイーズの手前、直接軍を合流させることはなかったが、それでもプロイセンとロシアに対して好意的な中立へと立場を変更させた。
フランス国内においては、ナポレオン政権は、ナポレオンの天才的軍事能力と、彼が戦争に勝ち続けることを政権存続の保証としていたことから、ロシアでの大敗はナポレオン政権の基盤を揺さぶるには十分であり、12月のクーデター未遂の他、政権内部の造反、徴兵に対しての反発が相次いで起こった。それでもナポレオンは、1813年夏には軍を再編して、西へと向かうプロイセン・ロシア軍とドレスデン周辺で戦い、進撃の阻止に成功した。
しかしこの戦闘の停戦交渉において、プロイセン・ロシア軍に再編の時間を与え、そこへオーストリア軍を合流させてしまったことは、フランスにとって決定的な失敗だった。加えて、この期間にナポレオンが直接指揮を取っている部隊とは正面から当たらないことが徹底されたため、停戦明けのライプツィヒの戦いにおいては周辺の将軍が指揮する部隊から個別に撃破され、フランス軍はフランス本土に向けての撤退を余儀なくされた。続く1814年のパリ侵攻戦においても連合軍の巧みな欺瞞工作の前に、ナポレオンが指揮するフランス軍主力が前線におびき寄せられ、その隙に少数の部隊で守備するパリへの入城を許してしまった。帝国議会はナポレオンの退位を求め、ナポレオン周辺の将軍たちも退位を勧めたため、ナポレオンは抵抗をあきらめ、4月4日に退位文書に署名し、エルバ島へと配流された。
ナポレオン後のフランスにはブルボン家のルイ18世がフランス王に即位し、フランスにおける王政復古を成し遂げた。王党派にとっては1792年に国民公会によって王権が停止されて以来の念願の復権であったが、長年の外国暮らしを送ってきたルイ18世は、革命を進展させたフランスの現状を全く理解できず、アンシャン・レジームの復活を企てたため、国民からの評判はまったく得られなかった。一方、ヨーロッパ列強はナポレオン後のヨーロッパの新秩序を決定すべくウィーン会議を開いたが、この会議は「会議は踊る、されど進まず」と揶揄されたように、各国の利害が対立したまま一向に進展を見せることはなかった。こうした状況の隙を突いて起こったのが、1815年のナポレオンのエルバ島脱出である。
エルバ島を脱して、フランス南海岸に上陸したナポレオンの下には、かつての子飼いの将軍たちの多くが参集した。また、時代遅れのルイ18世に愛想を付かしたパリ市民、兵士もこれを歓迎し、瞬く間にナポレオンはパリへ入城を果たした。ナポレオンの突然の復活に驚愕した列強各国は、ひとまずウィーン会談を纏め上げ、再びナポレオンを法の外に置くことを宣言して、彼の押さえ込みにかかった。連合軍は、ベルギー地方にイギリス軍とプロイセン軍が、ライン方面と北イタリアにオーストリア軍が展開して、広範囲なナポレオン包囲網を形成した。一方、ナポレオン率いるフランス軍主力はベルギー方面へ侵攻し、イギリス軍、プロイセン軍と対峙した。このときイギリス軍を率いていたのは初代ウェリントン公爵アーサー・ウェルズリーであったが、ワーテルローでフランス軍と会戦になった際に粘り強く方陣を維持し、プロイセン軍の援軍を待った。一方のフランス軍は離散していた部隊が戦闘に間に合わなかったのに対して、イギリス軍にはプロイセン軍が合流し反撃に転じた。これがワーテルローの戦いである。ナポレオンは敗れ、再びパリへ敗走した。そして再度、退位文書に署名させられて、今度は赤道直下の大西洋の孤島セントヘレナ島へと配流され、このナポレオンの完全な失脚により、フランス第一帝政は崩壊した（百日天下）。

## 歴代皇帝
1. ナポレオン1世（1804年 - 1814年、1815年）
2. ナポレオン2世（1815年6月22日 - 7月7日）